# Лопухин, Пётр Васильевич
Светлейший князь Пётр Васи́льевич Лопухи́н (1753 — 6 апреля 1827) — выдающийся русский государственный деятель, действительный тайный советник 1-го класса (1814), министр юстиции и генерал-прокурор (1803—1810), председатель Государственного совета и председатель Комитета министров (оба в 1816—1827). Особенно возвысился при дворе, когда его дочь Анна Гагарина стала фавориткой императора Павла I. Сенатор (1796).

## Ранние годы
Сын небогатого майора Василия Алексеевича Лопухина, владевшего поместьями в Порховском уезде, и его супруги Марии Ивановны, урождённой Хоненевой.
Учился в дворянской университетской гимназии (1755—1761). В гимназии проявлял интерес к истории, географии, праву и иностранным языкам, увлекался занятиями в потешном батальоне Московского университета. В 1761 году произведён в действительные студенты университета, обучался на собственные средства. Окончил университетский курс в 1768 году. Ещё учеником дворянской гимназии (1760) зачислен на службу в лейб-гвардии Преображенский полк, вступил на службу в 1769 году прапорщиком. Капитан-поручик (с 1775).
В 1777 году в чине полковника определён к статским делам. Обер-полицмейстер Санкт-Петербурга с января 1780 года по январь 1783 года. В 1782 году перестроен полицейский аппарат — создана управа благочиния во главе с обер-полицмейстером. Петербург разделён на 10 полицейских частей во главе с частными приставами. При его непосредственном участии открыта городская больница с домом призрения для умалишённых, сооружены каменные склады для хранения леса на острове Новая Голландия. 
В 1783 году получил орден Святого Владимира 3-й степени и возглавил канцелярию Тверского наместничества (в звании генерал-майора). В том же году назначен московским гражданским губернатором. Отсюда перемещён в 1793 году генерал-губернатором в Ярославль и Вологду, будучи уже с 25 марта 1791 года генерал-поручиком.
С вступлением на престол Павла I переименован из генерал-поручиков в тайные советники и назначен присутствующим в московских департаментах Сената. За успехи на губернаторских постах получил ордена Святого Владимира 2-й степени (1785) и Святого Александра Невского (17.12.1796). Был избран 4 октября 1798 года почётным членом Санкт-Петербургского английского собрания.

## Благосклонность Павла I
До сих пор, по словам современников, Лопухин «продолжал службу мерным шагом». Но со вступлением на престол Павла I «счастье улыбнулось» ему: «слепой случай — и второстепенный сановник сделался первым в государстве». Император влюбился в старшую дочь Лопухина, Анну, и почести и награды посыпались на отца, поощрявшего это увлечение.
8 августа 1798 года Лопухин был переведён в столицу генерал-прокурором, с производством в действительные тайные советники. В добавление ко всем прочим орденам Российской империи приобрёл и Андреевскую ленту. Указом от 19 января 1799 года «в воздаяние верности и усердие к службе» получил княжеский титул и герб с девизом «Благодать» (перевод имени «Анна»), а месяц спустя (22 февраля 1799 года) — также титул и преимущества светлейшего князя. Ещё через месяц (11 марта 1799 года) Павел I пожаловал ему придворную ливрею и староство Корсунь в Киевской губернии, а также дом на Дворцовой набережной.
Чтобы застать государя в хорошем расположении духа, Лопухин ездил во дворец с докладами в 6-м часу утра. В качестве присутствующего в Императорском совете участвовал в подготовке указов об избавлении от телесных наказаний лиц старше 70 лет и о передаче на ревизию в Межевой департамент Сената дел об «отсуженных» помещиками казённых землях (оба 1798), добился расширения прав губернских прокуроров по части надзора за местными органами власти. По прошению университетского начальства стал попечителем Московского университета.
Хитрый царедворец, зная причудливый нрав и переменчивость расположения своего покровителя, не желал дольше искушать судьбу и 7 июля 1799 года испросил увольнение ото всех дел, после чего удалился в Москву. Причину такого внезапного решения видели в том, что Лопухин не ладил с Кутайсовым (которому всецело было обязан, ибо последний устроил знакомство Павла I с его дочерью).

## Карьера при Александре I

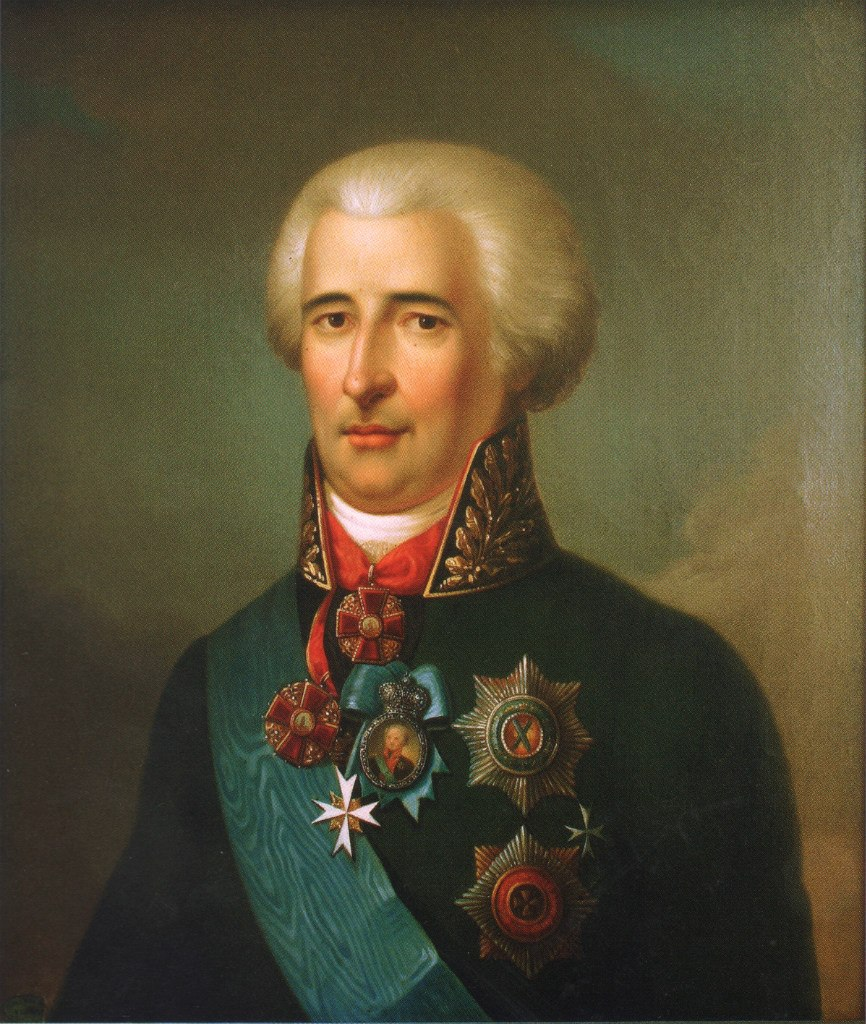
Портрет светлейшего князя Петра Васильевича Лопухина, XIX в.

С воцарением Александра I (1801) Лопухин вернулся на службу, сначала как член Непременного совета при императоре. С 1803 года — министр юстиции и глава Комиссии составления законов; будучи по должности генерал-прокурором Сената, провёл его реорганизацию (учредил два новых департамента, а также временные департаменты и комитеты для «обозрения» поступающих в Сенат жалоб). В1807 года одновременно возглавил Комитет сохранения общественной безопасности, рассматривавший дела об оскорблении величества, государственной измене, о распространении «ложных и вредных слухов», о тайных обществах и др. 
Почести продолжали сыпаться на Лопухина и позднее, по мере возвышения Аракчеева, с которым он давно состоял в дружеских отношениях. С 01.01.1810 года — председатель Департамента гражданских и духовных дел Государственного совета, а с 30.03.1812 года — председатель в Департаментах законов, государственной экономии и военных дел Государственного совета. С 1814 года — действительный тайный советник 1-го класса. С 1816 года — председатель Государственного совета и Комитета министров. В 1819 году избран почетным членом Российской Академии наук. В 1826 году — председатель Верховного уголовного суда по делу декабристов.
Прослужив во главе Комитета министров и Государственного совета более 10 лет, светлейший князь, имея преклонный возраст и расстроенное здоровье, 2 ноября 1826 года обращается к императору Николаю I с просьбой об отставке, однако тот её не принял и просил его продолжать присматривать за делами государства.

Скончался в 1827 году и был похоронен около города Порхова в своём родовом имении на погосте Карачуницы, в усыпальнице при Никольской церкви инвалидного дома, созданного Лопухиными. К. Я. Булгаков писал о его болезни и смерти:
Лопухин плох... У него желудок перестал совершенно действовать. Надобно быть такому крепкому сложению, чтоб без желудка и ещё жить. Лежит и не может пошевелиться, так что у него сделались пролежни. Говорят, всё плачет, не хочет умирать... Вчера умер Лопухин, и как говорят, в памяти и твердости. Жене оставил дом, дачу и 50 тысяч дохода, прочее всё сыну.
При участии Петра Васильевича были созданы известные архитектурные ансамбли в с. Введенском в Звенигородском уезде близ Москвы (архитектор Н. А. Львов), на Аптекарском острове в Санкт-Петербурге, а также в местечке Корсунь Киевской губернии.

## Чины
- Генерал-майор (28.06.1783)
- Генерал-поручик (25.03.1791)
- Тайный советник (17.12.1796)
- Действительный тайный советник (06.09.1798)
- Действительный тайный советник 1-го класса (30.08.1814)

## Награды
- Орден Святого Владимира 3-й степени (24.11.1782)
- Орден Святого Владимира 2-й степени (07.06.1785)
- Орден Святого Александра Невского (17.12.1796)
- Орден Святой Анны 1-й степени (07.11.1798)
- Орден Святого Андрея Первозванного (07.11.1798)
- Бриллиантовые знаки к ордену Святого Андрея Первозванного (15.01.1799)
- Орден Святого Иоанна Иерусалимского, большой командорский крест с алмазами (19.01.1799)
- Орден Святого Владимира 1-й степени (28.06.1806)

## Личные качества
Ко времени своей отставки летом 1799 г. Лопухин был единственным при дворе обладателем титула светлейшего князя, однако не придавал этой исключительной по тем временам почести большого значения. Он говорил, что «природа всех на свет равно производит» и что «титул светлости не просвещает ума, не греет на морозе, не делает светлее тёмную комнату», а только даёт повод думать о нём хуже. Больше, чем пышными титулами, он интересовался выгодами материальными:

«Эгоист по характеру и чувству, равнодушный к родине, престолу и ближнему, он и добро и зло делал только по встрече, без умысла и намерения; кроме себя, ничего не любит; кроме своего удовольствия, ничем не дорожит, покупая оное всеми средствами, без разбора их качества.»— князь И. М. Долгоруков
Высокого роста, красивый, Лопухин имел большой успех у женщин и до старости не оставлял волокитства. Дамы всегда могли достичь через него многого, зато некрасивая княгиня Е. Р. Дашкова изображает его человеком «фальшивым, скрытным и мстительным». По отзыву другого мемуариста, он имел «нрав пылкий, но сердце доброе, быстрое соображение и навык в делах».

## Семья
Первая жена (с 1776) — Прасковья Ивановна Левшина (1760—1785), дочь полковника Ивана Фомича Левшина и Анны Ивановны, урождённой княжны Львовой. Пользовалась большим уважением в обществе. По свидетельству князя И. М. Долгорукова, влюбленного в Лопухину, она была милая и пригожая женщина. Дети:
- Анна Петровна (1777—1805), фрейлина, фаворитка императора Павла I. С 1800 года замужем за князем П. Г. Гагариным.
- Василий Петрович (11.08.1780[10]—?)
- Екатерина Петровна (1783—1830), статс-дама, с 1797 года замужем за Г. А. Демидовым.
- Прасковья Петровна (1784—25 апреля (7 мая) 1870), фрейлина, кавалерственная дама орд. Св. Екатерины, с 1800 года замужем за графом П. И. Кутайсовым (1780—1840), были знакомы с Пушкиным.

Вторая жена (с 5 (16) июня 1786) — Екатерина Николаевна Шетнева (1763—1839) — была противоположностью первой. При полном отсутствии образования, пользовалась самой незавидной репутацией в высшем обществе из-за своего суеверия и ханжества. Практически не скрывала ни от кого своей связи с красавцем-офицером Фёдором Уваровым, который благодаря ей сделал завидную карьеру. Четверо детей:
- Александра Петровна (30 мая (10 июня) 1788—15 (27) февраля 1852), первый раз была замужем за генерал-лейтенантом А. А. Жеребцовым (1781—1832), сыном знаменитой О. А. Жеребцовой; после в 1829 году вышла замуж за А. А. Ржевуского (1801—1888). Дочь от первого брака Ольга (1807—1872) была замужем за графом А. Ф. Орловым.
- Павел Петрович (1790—1873), участник Прусского похода, кампаний 1813—1815 годов, масон, один из основателей Союза благоденствия. Был женат с 1833 года на известной красавице Жанетте Ивановне Алопеус, урож. фон Венкстерн.
- Елизавета Петровна (179. —1805), девица.
- Софья Петровна (1798—3 (15) апреля 1825), с 1820 года замужем за генерал-лейтенантом князем А. Я. Лобановым-Ростовским (1795—1848); умерла при родах.

Дети
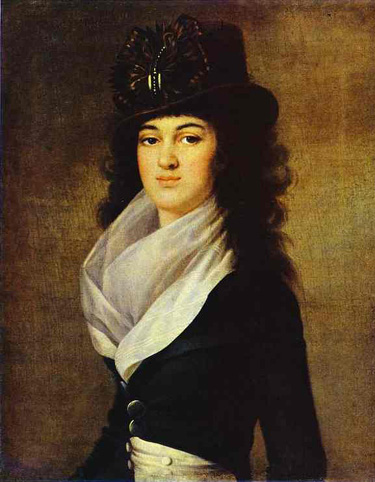
Анна Петровна
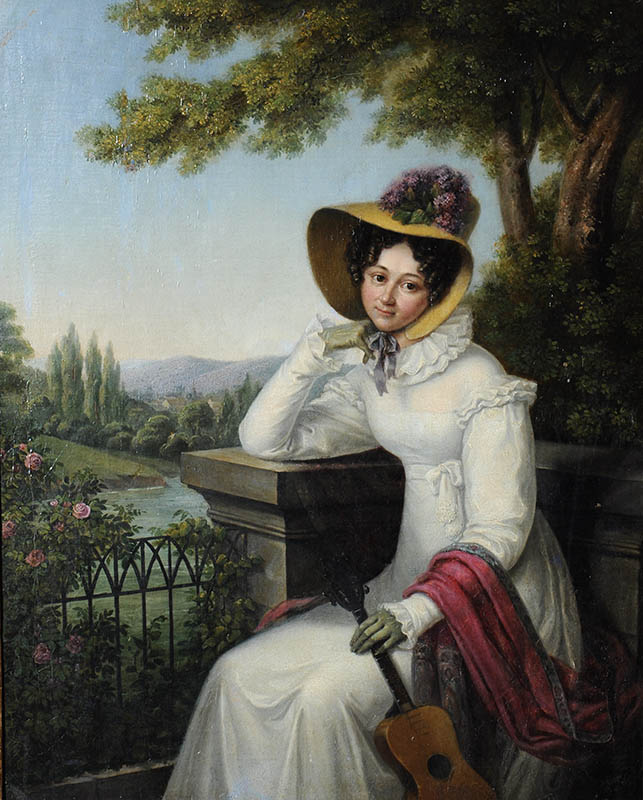
Екатерина Петровна
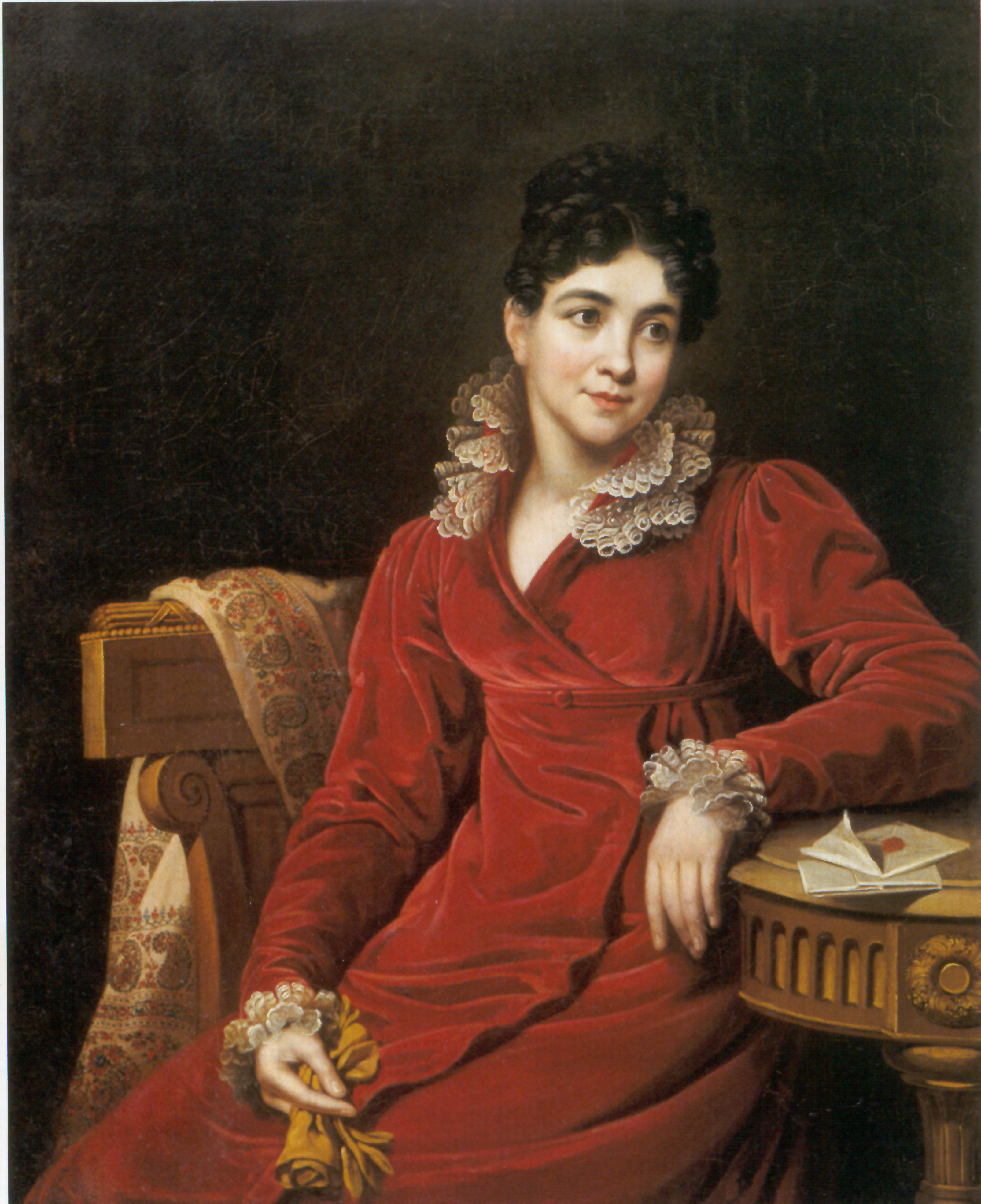
Прасковья Петровна
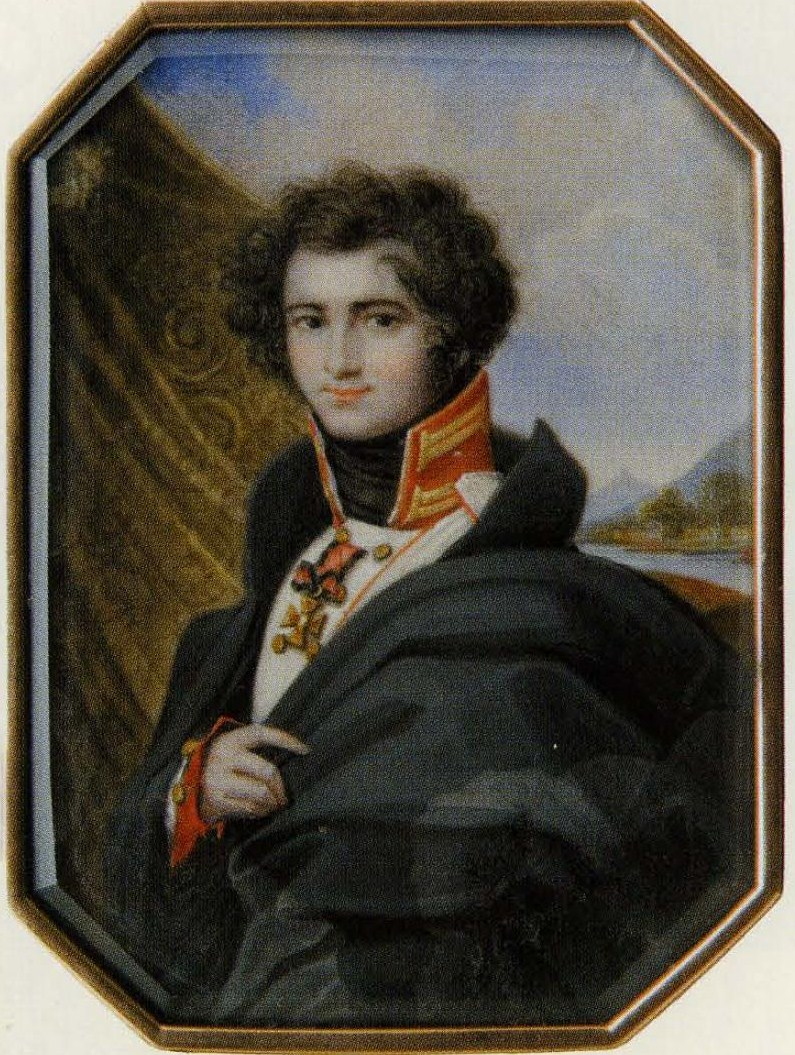
Павел Петрович
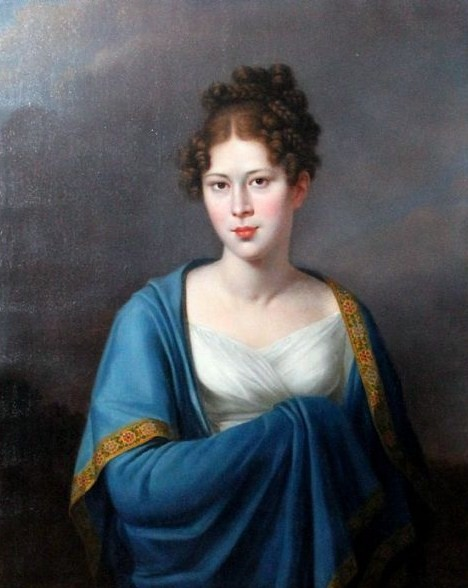
Софья Петровна